# 偉大美國小說
偉大美國小說，為代表美國的時代精神，是準確的主題的小說。它被假定為一個美國作家以普通美國公民的角度，來了解國家、文化。在歷史上，它有時也等同於美國的民族史詩。

## 概述
雖然小說早在17世紀的美國殖民時期就已經出現，但是不具有“美國”小說的身分，直到“美國文學” 於18世紀開始為止。美國是一個國家，同時反映其文學的發展。
“偉大美國小說”的稱呼源於美國南北戰爭時期小說家約翰·威廉·德·佛瑞斯特 （John William De Forest）的一篇文章。然而，更廣泛地說，這種概念起源於美國民族主義 ，而偉大的英國作家當時如此稱呼美國作家。
在現代用法中，這個詞往往是比喻與代表一種美國文學在一個特定的時代的文學基準寫作方式。懷有抱負的作家，尤其是學生，經常說要創作出“偉大美國小說”。從理論上講，這樣的小說也許曾經被創作出來，或不曾被創作出來。因此，“偉大美國小說”是柏拉圖式的理想，沒有任何特定的文本。

## 相關作品
下面列舉出一些曾被視為偉大美國小說的作品:
19世紀
- 1851年: 赫尔曼·梅尔维尔《白鯨記》[1]
- 1884年: 马克·吐温《哈克貝利·費恩歷險記》[2]

20世紀
- 1925年: 弗朗西斯·斯科特·基·菲茨杰拉德 《了不起的蓋茨比》[3]
- 1936年: 威廉·福克納 《押沙龍，押沙龍！》[4]
- 1938年: 約翰·多斯·帕索斯 《美國》[5]
- 1939年: 約翰·史坦貝克 《憤怒的葡萄》[6][7]
- 1951年: 杰罗姆·大卫·塞林格《麥田捕手》[8]
- 1952年: 拉尔夫·艾里森 《看不見的人》 Invisible Man [9]
- 1953年: 索尔·贝娄《阿奇正傳》（The Adventures of Augie March）[10]
- 1955年: 弗拉基米爾·納博可夫《羅莉塔》[11][12]
- 1960年: 哈波·李《梅崗城故事》[13]
- 1973年: 托马斯·品钦 《萬有引力之虹》[14][15]
- 1975年: 威廉·蓋迪斯（William Gaddis） 《J R》[16]
- 1985年: 戈馬克·麥卡錫 《血色子午線》（Blood Meridian）[17]
- 1987年: 托妮·莫里森 《寵兒》（Beloved）[18]
- 1997年: 托马斯·品钦 《梅森和迪克逊》（Mason & Dixon）[19]

21世紀
- 2010年: 強納森·法蘭森（Jonathan Franzen）《自由》[20]

## 相關文獻
- Brown, Herbert R. "The Great American Novel." American Literature 7.1 (1935): 1–14.
- Knox, George. "The Great American Novel: Final Chapter." American Quarterly 21.4 (1969): 667–682.

## 外部連結
- The American Novel | PBS（页面存档备份，存于）